# Circuito Internacional de Marcha Chihuahua 2014
Circuito Internacional de Marcha Chihuahua 2014 – zawody lekkoatletyczne w chodzie sportowym, które odbyły się 22 lutego w Chihuahua. Impreza była trzecią w cyklu IAAF Race Walking Challenge w sezonie 2014.

## Rezultaty

### Mężczyźni
| Konkurencja:  | 1. miejsce        | Rezultat | 2. miejsce  | Rezultat | 3. miejsce       | Rezultat |
| Chód na 20 km | Éider Arévalo     | 1:23:07  | Omar Segura | 1:23:13  | Jesús Tadeo Vega | 1:23:20  |
| Chód na 50 km | José Leyver Ojeda | 3:50:42  | Omar Zepeda | 3:51:06  | Grzegorz Sudoł   | 3:52:53  |

### Kobiety
| Konkurencja:  | 1. miejsce    | Rezultat | 2. miejsce    | Rezultat | 3. miejsce               | Rezultat |
| Chód na 20 km | Sandra Arenas | 1:33:24  | Ana Cabecinha | 1:33:29  | Maria Guadalupe Gonzalez | 1:33:42  |